# Гаджиев, Шамиль Гаджиевич
Шами́ль Гаджи́евич Гаджи́ев (род. 26 июля 2005, Москва) — российский футболист, полузащитник махачкалинского «Динамо». Сын Гаджи Гаджиева.

## Биография
Родился в Москве.
Воспитанник СШОР №63 «Смена». 4 марта 2020 года перешёл в академию «Краснодара». 
Летом 2022 года присоединился к молодёжной команде махачкалинского «Динамо».
23 июля 2023 года в матче Второй лиги (дивизион «Б») против «Победы» дебютировал в профессиональном футболе за «Динамо-2».
27 сентября 2023 года дебютировал за основной состав «Динамо» в матче Кубка России против «Форте». В сезоне 2023/24 с клубом стал серебряным призёром первенства и вышел в РПЛ.
15 марта 2025 года в матче против «Крыльев Советов» дебютировал в чемпионате России.

## Статистика выступлений
| Выступление            | Выступление       | Выступление      | Лига | Лига | Кубки | Кубки | Итого | Итого |
| Клуб                   | Лига              | Сезон            | Игры | Голы | Игры  | Голы  | Игры  | Голы  |
| ---------------------- | ----------------- | ---------------- | ---- | ---- | ----- | ----- | ----- | ----- |
| Динамо (Махачкала)     | Первая лига       | 2023/24          | 0    | 0    | 1     | 0     | 1     | 0     |
| Динамо (Махачкала)     | РПЛ               | 2024/25          | 2    | 1    | 1     | 0     | 3     | 1     |
| Динамо (Махачкала)     | РПЛ               | 2025/26          | 1    | 0    | 2     | 0     | 3     | 0     |
| Динамо (Махачкала)     | Итого             | Итого            | 3    | 1    | 3     | 0     | 6     | 1     |
| → Динамо-2 (Махачкала) | Вторая лига («Б») | 2023             | 19   | 6    | —     | —     | 19    | 6     |
| → Динамо-2 (Махачкала) | Вторая лига («Б») | 2024             | 13   | 3    | —     | —     | 13    | 3     |
| → Динамо-2 (Махачкала) | Вторая лига («Б») | 2025             | 7    | 0    | —     | —     | 7     | 0     |
| → Динамо-2 (Махачкала) | Итого             | Итого            | 39   | 9    | —     | —     | 39    | 9     |
| Всего за карьеру       | Всего за карьеру  | Всего за карьеру | 42   | 10   | 3     | 0     | 45    | 10    |

## Достижения
«Динамо» (Махачкала)
- Серебряный призёр Первой лиги: 2023/24